# José Eduardo Martins Ormonde
José Eduardo Martins Ormonde (São Bartolomeu dos Regatos, 28 de Abril de 1943 — Coimbra, 12 de Janeiro de 2004) foi um botânico, coletor, herborizador e ilustrador especializado em desenho botânico, autor de uma vasta obra sobre a flora açoriana.

## Biografia
Concluiu o ensino secundário no Liceu Nacional de Angra do Heroísmo, matriculando-se de seguida na Universidade de Coimbra, onde em 1972 concluiu a licenciatura em Biologia, após de ter cumprido o serviço militar obrigatório. Estudou também Inglês, Francês, Castelhano, Italiano, Russo e Alemão.
Em 1972 iniciou a sua carreira profissional como naturalista no Museu, Laboratório e Jardim Botânico da Faculdade de Ciências e Tecnologia da Universidade de Coimbra em cujo quadro técnico desenvolveu quase toda a sua atividade científica. Colaborou com diversos herbários, nomeadamente com o do Museu Carlos Machado, em Ponta Delgada.
Participou em missões de exploração botânica em Portugal, Cabo Verde, Madeira, mas principalmente nos Açores, arquipélago sobre cuja flora publicou a maioria dos seus trabalhos. Foi também docente do ensino secundário particular e professor cooperante na Escola de Formação de Professores do Ensino Secundário de Cabo Verde.

## Obras publicadas
Martins Ormonde é autor de um vasto conjunto de obras, entre as quais:
- 1972 — Paiva, J. A. R. & Ormonde, J. "The species of Picris L. from Azores". Boletim da Sociedade Broteriana 46: 447–448.
- 1973 — Additiones et Adnotationes Florae Azoricae I. Coimbra, Departamento de Botânica-FCTUC [separata de Anuário da Sociedade Broteriana, 39: 39-52].
- 1973 — Additiones et adnotationes florae azoricae II. Coimbra, Departamento de Botânica-FCTUC [separata do Anuário da Sociedade Broteriana, 39].
- 1973 — Additiones et adnotationes florae azoricae III. Coimbra, Departamento de Botânica-FCTUC [separata do Anuário da Sociedade Broteriana, 39].
- 1974 — Additiones et Adnotationes Florae Azoricae IV. Coimbra, Departamento de Botânica-FCTUC [separata do Anuário da Sociedade Broteriana, 40: 27-36].
- 1974 — Paiva, J. A. R. &  Ormonde,  J. "Sobre Thrincia  carreiroi  Gandoger e  Thrincia subglabra  Gandoger.  (About Thrincia  carreiroi Gandoger and Thrincia subglabra Gandoger)". Boletim da Sociedade Broteriana 47: 271–291.
- 1977 — Additiones et Adnotationes Florae Azoricae V. Coimbra, Departamento de Botânica-FCTUC [separata de Anuário da Sociedade Broteriana, 51 (2ª série). 107-126].
- 1977 — "Plantas vasculares dos Açores no Herbário do Museu Municipal Carlos Machado I - Pteridophyta". Funchal, II Congresso Internacional Pró-Flora Macaronésia [separata das Actas do II Congresso Internacional Pró-Flora Macaronésia: 61-80].
- 1981 — "Plantas colhidas pelo engº L. A. Grandvaux Barbosa no arquipelago de Cabo Verde". Alcobaça, 1968- (Alcobaça : Tip. Alcobacense). - v. ; 30 cm. - 5º v.: Spermatophyta (Rosaceae- Umbelliferae). - p. 73-97. - Sep. Garcia de Orta, S. Bot., 3 ;. - 6º v.: Isabel Nogueira/ Spermatophyta (Nyctaginaceae- Casnarinaceae). - p. 85-97. - Sep. Garcia de Orta, S. Bot., 3 ;. - 8º v.: Spermatophyta (Boraginaceae-Plantaginaceae). - [D.L. 1981]. - p. 171-188. - Sep. Garcia de Orta, S. Bot., 4
- 1984 — "Notas sobre o género Asplenium". Anales Jardín Botánico de Madrid, 41, 1: 207-222
- 1984 — "Asplenium adiantum-nigrum L. Coimbra, Departamento de Botânica-FCTUC.
- 1987 — "Conservation and aromatic interest of Pittosporum in Macaronesia". Oeiras, Eucarpia [separata de Eucarpia International Simposium on Conservation of Genetic Resources of Aromatic and Medical Plants: 135-137].
- 1987 — "Aspleniaceae das Ilhas Macaronésicas II: esporos dos taxa unipinados do género Asplenium". Coimbra, Departamento de Botânica-FCTUC [separata do Boletim da Sociedade Broteriana, 60 (2.ª série), 213-222].
- 1990 — "Palinological studies on Aspleniaceae from macaronesian islands". Tenerife, Universidad de la Laguna [separata do 8 Simposio de Palinologia].
- 1990 — "Pteridófitos endémicos, raros ou ameaçados das Ilhas Macaronésicas". Madrid [separata de Fontqueria, 28: 5-12].
- 1991 — "Pteridófitas macaronésicas endémicas, raras ou em vias de extinção. Aspleniáceas". Angra do Heroísmo [separata das Actas das Primeiras Jornadas Atlânticas de Protecção do Meio Ambiente].
- 1991 — "The macaronesian representatives of the Asplenium aethiopicum complex (Aspleniaceae, Pteridophyta) A. aethiopicum subsp. braithwaitii, subsp. nov., and A. filare subsp. canariense, Comb. et Stat. nov. Funchal, Museu Municipal do Funchal. [separata de Boletim do Museu Municipal do Funchal, 43 (233): 177-189].
- 1991 — "O complexo Asplenium aethiopicum (Aspleniaceae, Pteridophyta) nas Ilhas Macaronésicas". Málaga, Departamento de Biologia Vegetal-Facultad de Ciencias [separata de Acta Bot. Malac., 16 (1): 293-315].
- 1992 — "Contributo para o conhecimento da flora vascular dos Açores: anotações e esclarecimentos relativos à Ilha do Pico". Ponta Delgada, Universidade dos Açores. [separata de 20.ª Expedição Científica, Pico, 1991 (Relatório)] [em colaboração com João Paulo Constância].
- 1993 — "The distribution and origin of macaronesian pteridophytes". Funchal, Museu Municipal do Funchal. [separata do I Simpósio «Fauna e Flora das Ilhas Atlânticas»: 215-242].
- 1995 — "Contribuição para o conhecimento citotaxonómico da flora dos Açores VI". Coimbra, Departamento de Botânica-FCTUC. [separata de Lagascalia, 18 (1): 63-70] [em colaboração com Margarida Queirós].
- 1995 — "Algumas reflexões sobre a atribuição de plantas como representativas dos Açores. Corvo, Casa dos Açores do Norte [Publicado no Boletim Cultural e Informativo, Casa dos Açores do Norte, Porto, n.º 34, 1991].
- 1995 — "Contribuição para o conhecimento citotaxonómico da flora dos Açores". Angra do Heroísmo, Açoreana [separata de Açoreana, 8 (1)] [em colaboração com Margarida Queirós e Isabel Nogueira].
- 1995 — "Aspecto fitogeográfico de pteridófitos das ilhas Macaronésicas". Santiago de Compostela, Universidade de Santiago de Compostela [separata do XI Simposio Nacional de Botánica Criptogámica].
- 1996 — "Estudos palinológicos em Asplenium hemionitis L. (Aspleniaceae) das Ilhas Macaronésicas". Madrid, Jardín Botánico de Madrid: 99-105 [separata de Anales del Jardín Botánico de Madrid, 54 (1)].